# Анастасия Петрик
Анастасѝя Иго̀ревна Пѐтрик е украинска певица, победител при децата (Junior) на международните конкурси Евровизия 2012" и „Детска нова вълна 2010“.

## Биография
Родена е на 4 май 2002 г. в село Нерубайське област Одеса.
Участва заедно с по-голямата си сестра Виктория в телевизионното шоу Україна має талант – 2 („Украйна има таланти – 2“).
През 2011 г. участва в детския музикален конкурс „Деца на новата вълна“ като почетен гост на церемонията, където в дует с Филип Киркоров на сцената изпява песента на Ирина Билик Почему так жесток снег?.
Малката певица има дуети и с други известни певици – с Нина Матвиенко тя изпълнява песента „Цигулар на есента“, която по-късно има и заснет клип.

## Награди
- 2009 г. – „Млада Галичина“ – първа награда.
- 2009 г. – „Черноморски игри“ – втора награда.
- 2010 – „Детска нова вълна“ – първо място.
- 2012 – „Детска Евровизия“ – първо място.

## Видео
- «Небо», виступ у фіналі „Дитячого Євробачення 2012“ в Амстердамі (YouTube)
- «Скрипаль осінній», дует з Ніною Матвієнко (YouTube)
- «Mercy», дует з Ханною ван Вінгерден на телешоу Голос країни (YouTube)
- «Oh! Darling», виступ у фіналі Дитячої Нової хвилі 2010 (YouTube)
- «I Love Rock'N'Roll», виступ у фіналі Дитячої Нової хвилі 2010 (YouTube)
- «Черный кот», сестри Петрик на телешоу Україна має талант-2 (YouTube)